# Cebui disznó
A cebui disznó (Sus cebifrons) az emlősök (Mammalia) osztályának párosujjú patások (Artiodactyla) rendjébe, ezen belül a disznófélék (Suidae) családjába és a Suinae alcsaládjába tartozó faj.

## Előfordulása
A Fülöp-szigetekhez tartozó Visayan szigetlánc sűrű erdeiben él. Panay, Negros, Masbate szigetén talán kihalt az élőhely szűkülése és a vadászat miatt. Az utóbbiak miatt fenyegetett a faj. Az IUCN vörös listáján a súlyosan veszélyeztetett fajok kategóriájába tartozik.

## Alfajai
- Sus cebifrons cebifrons Heude, 1888 - kihalt
- Sus cebifrons negrinus Sanborn, 1952

## Megjelenése
Testhossza kb. 100 cm; a kanok marmagassága 63 cm, a kocáké pedig 30–45 cm; farokhossza 23 cm; a kanok tömege átlagosan 35–40 kg, de általában a 80 kg-ot is eléri; a kocák tömege pedig 20–35 kg. Szőrzete sötétszürke, és a testén a szőrzete gyéren borított (a kocáknak általában sötét színű, azonban a kanoknak gyakran világosbarna vagy ezüstös). Úgy, mint a többi sertésfélének a pofája hosszú és a végén kerekített orr található. A kanoknak apró szemölcsei vannak.

## Életmódja
Keveset tudunk e faj életmódjáról a vadonban. A fogságban a sárban gázolnak. A cebui disznó fontos szerepet játszik néhány növényfaj magvának szétszórásában. Egy kondában 3-12 állat van, általában egy kifejlett kan, több koca és malac van. Tápláléka gyümölcsök, levelek valamint földigiliszták. A 118 napig tartó vemhesség januárban, februárban és márciusban ér véget, akkor 2-4 malac jön világra. A malacok színe világosbarna sötét csíkokkal, amik a fejüktől a farkukig tartanak – úgy mint a vadmalacoknál. A szoptatás 6 hónapig tart. Fogságban az ivarérettség 12-14 hónaposan kezdődik, azonban alapvetően 2-3 évesen. 10-15 évig él.

## Képek

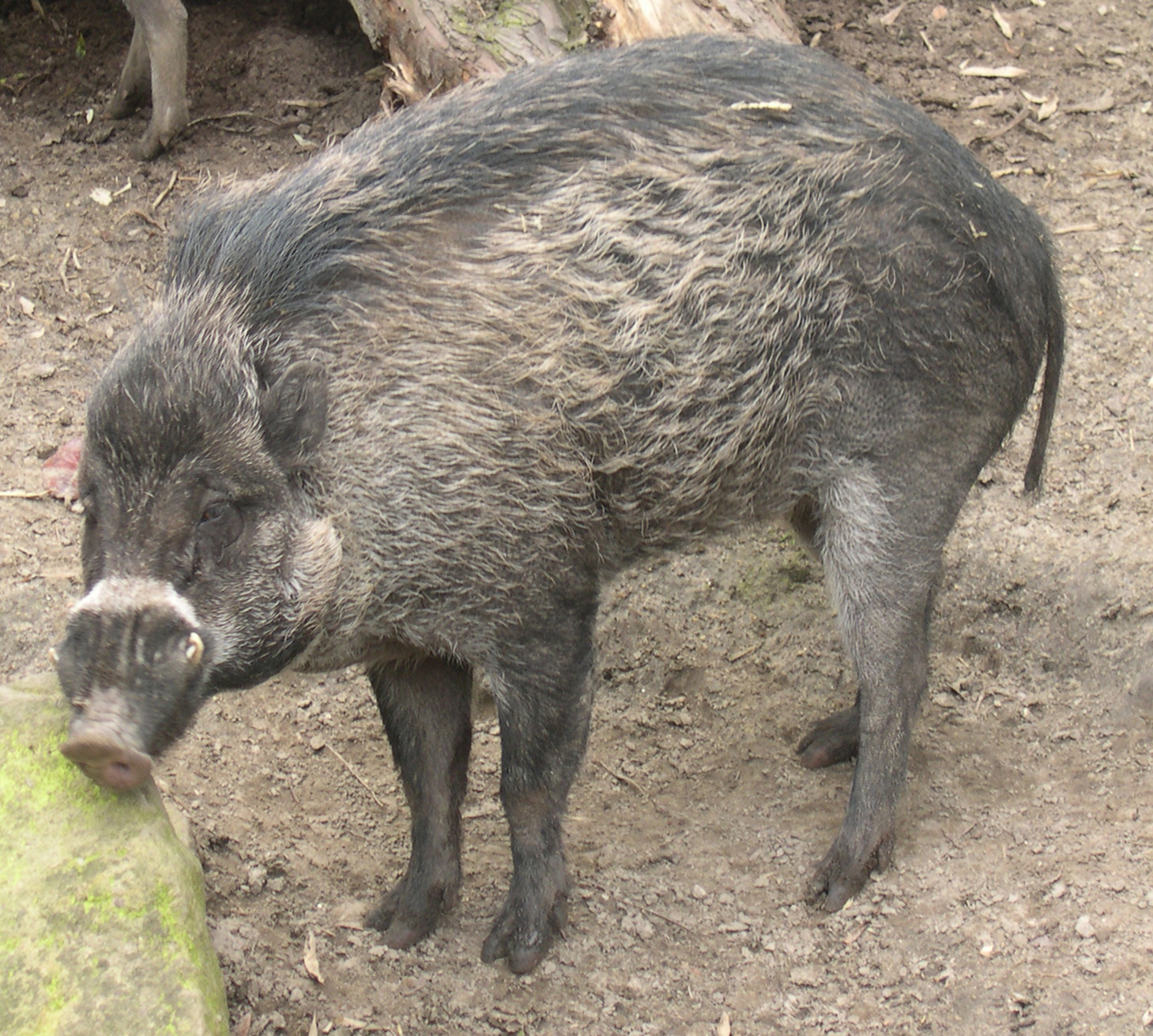
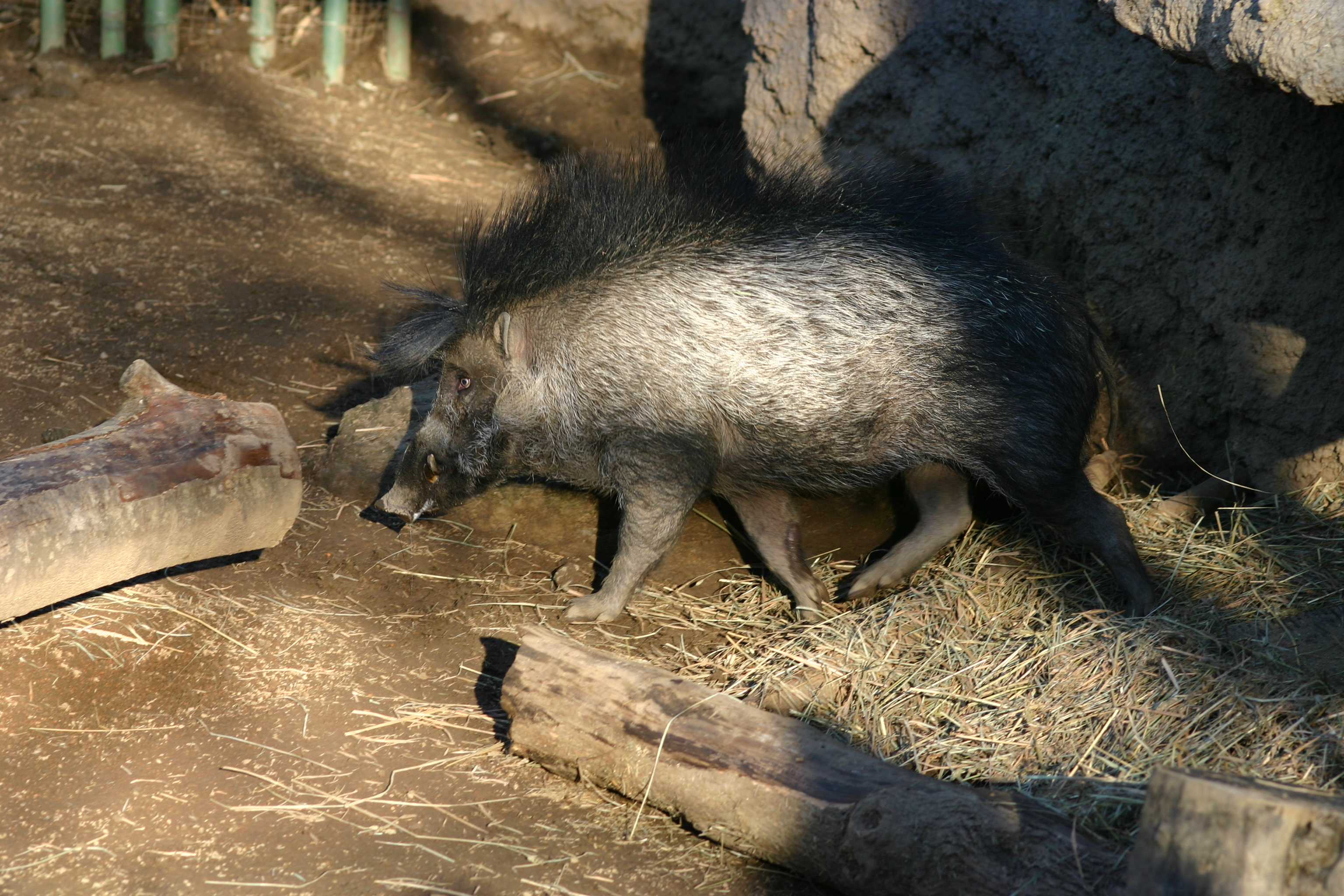
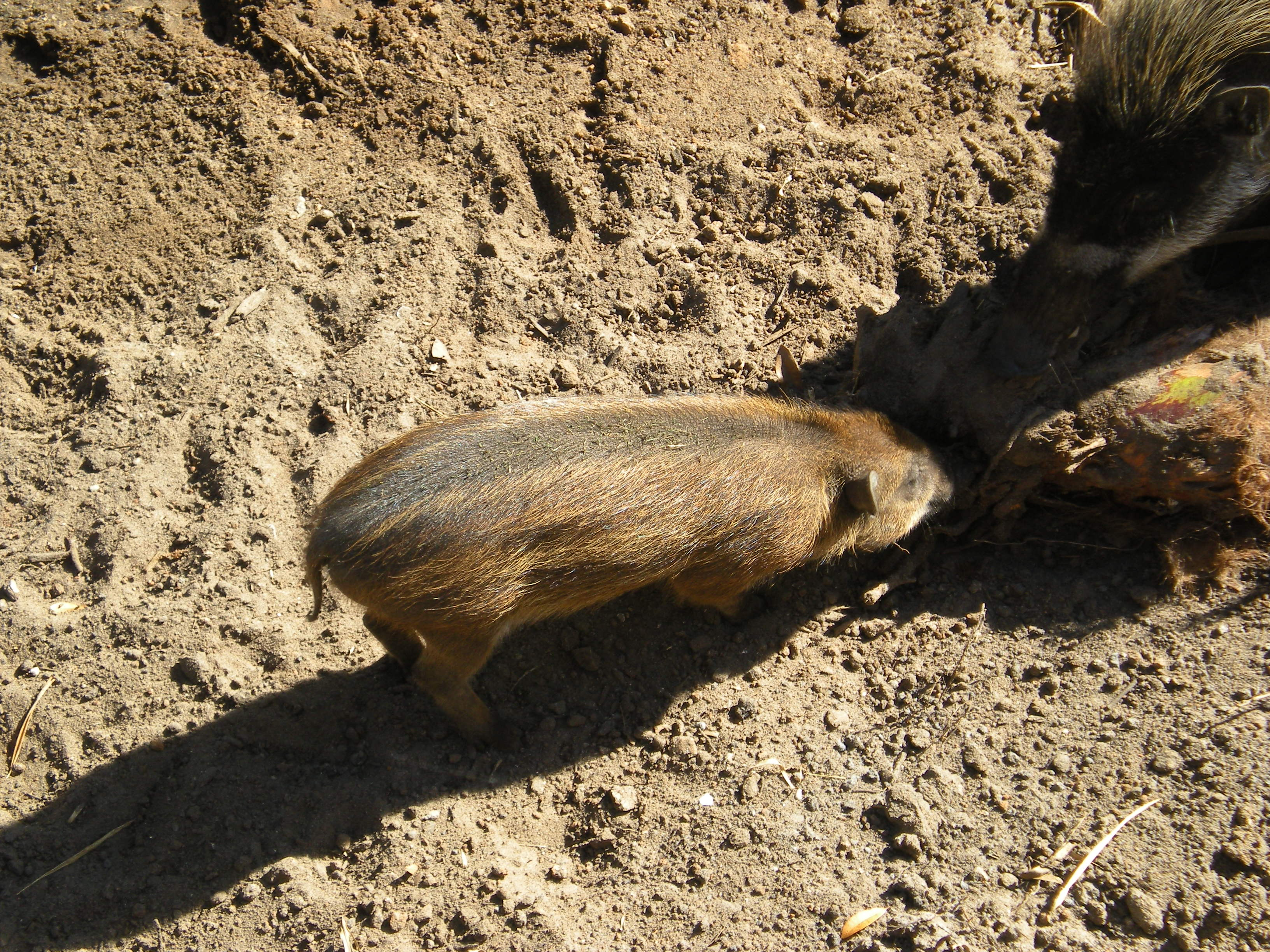
Egy malac a Brevard-i állatkertben